# Планинец
Планинец (болг. Планинец) — село в Болгарии. Находится в Хасковской области, входит в общину Ивайловград. Население составляет 60 человек.

## Политическая ситуация
В местном кметстве Брусино, в состав которого входит Планинец, должность кмета (старосты) исполняет Сабрие Алиева Хасанова (Движение за права и свободы (ДПС)) по результатам выборов правления кметства.
Кмет (мэр) общины Ивайловград — Стефан Иванов Танев (коалиция партий: Болгарская социалистическая партия, Болгарская социал-демократия, Земледельческий союз Александра Стамболийского, политический клуб «Фракия», объединённый блок труда) по результатам выборов в правление общины.